# Ганс Вайсс (льотчик)
Ганс Вайсс (нім. Hans Weiss; 19 квітня 1892, Гоф, Німецька імперія — 2 травня 1918, Мерикур-сюр-Сомм, Франція) — німецький льотчик-ас, лейтенант Баварської армії.

## Біографія
Учасник Першої світової війни. Як унтерофіцер, Вайсс літав у складі 68-го польового льотного дивізіону, який згодом став 282-м льотним дивізіоном. Він воював у цій частині з вересня 1916 по 14 липня 1917 року, коли отримав переведення в 289-й льотний дивізіон.
1 серпня 1917 року Вайсс був зарахований у винищувальної льотну школу у Валансьєнні, і після закінчення курсу навчання був направлений у 41-шу винищувальну ескадрилью. Відповідно до свого прізвища (Weiss — Білий), він літав на Fokker Dr.I з білою задньою частиною фюзеляжу і того ж кольору верхньою поверхнею крил та хвостового оперення. 3 листопада 1917 року отримав офіцерське звання. Після здобуття 10-ї повітряної перемоги 17 березня 1918 року був переведений у 10-ту винищиувальну ескадрилью.
З 18 квітня 1918 року Вайсс служив в 11-й винищувальній ескадрильї як лідер ланки, який тимчасово виконував обов'язки командира ескадрильї. Він був смертельно поранений в голову 2 травня 1918 року, коли пілотував свій Fokker Dr.I 545/17. Це сталося о 13:45 над Мерикуром, а збив його лейтенант Меррілл Тейлор із 209-ї ескадрильї, що літав на Sopwith Camel D3326 (він здобув тоді свою п'яту перемогу).
Всього за час бойових дій здобув 16 перемог (з них 5 аеростатів), ще 1 перемога залишилась непідтвердженою.
Похований у Каппі.

## Нагороди
- Залізний хрест 2-го і 1-го класу
- Нагрудний знак військового пілота (Баварія)
- Королівський орден дому Гогенцоллернів, лицарський хрест з мечами (21 квітня 1918)